# الفنانون والمخابرات
الفنانون والمخابرات  كتاب للصحفي والروائي المصري طاهر البهي صدر عن دار العلوم للنشر والتوزيع عام 2000 في 283 صفحة. يروي الكتاب علاقات بين الفنانين والفنانات وبين المخابرات، وكيف أصيب هؤلاء الفنانون بنار السلطة عندما اقتربوا منها، فعالم المخابرات مليء بالأسرار والحكايات، وما تم من تجنيد بعض الفنانون تحت اغراءات معظمها تدور حول مزيد من الشهرة والنجومية، أو بعد الدخول إليهم من نقاط ضعفهم.

## محتوى الكتاب
- الإهداء
- قبل أن تقرأ
الفصل الأول: الفن في خدمة السلطة
الفصل الثاني: أسمهان لغز الأميرة والملك
الفصل الثالث: كاميليا بين السينما والتجسس
الفصل الرابع: برلنتي عبد الحميد والزواج من المشير
الفصل الخامس: ميادة الحناوي: غيرة أم تجسس؟!
الفصل السادس: عبد الحليم حافظ.. ماذا أعطته السلطة؟!
الفصل السابع: مواجهة ساخنة بين المشير وحليم
الفصل الثامن: العندليب والمخابرات
الفصل التاسع: ميم واللعبة مستمرة
الفصل العاشر: كنترول النجمة (س)
الفصل الحادي عشر: سعاد حسني والسؤال المحير هل قتلها الموساد؟!
الفصل الثاني عشر: عملية سمير الإسكندراني
الفصل الثالث عشر: مريم فخر الدين هل هزمت صلاح نصر؟!
الفصل الرابع عشر: السينما والثورة.. أفلام «مع».. أفلام «ضد»
الفصل الخامس عشر: فرانك سيناترا: الفن والمافيا
الفصل السادس عشر: مارلين مونرو.. واللعب مع الرئيس 

## مقدمة الكتاب
كتب طاهر البهي في مقدمته: "يقول صلاح نصر في كتاب عبد الله إمام "الثورة المخابرات النكسة" (دار الخيال): "نجحت بعض النساء العميلات لنا في الكشف عن قضايا تخابر لم يكن في استطاعة الرجال أن يصلوا إليها". ويتابع الكاتب قائلاً: "إن هذه الجملة - على قصرها وقلة عدد كلماتها - تحمل تكثيفاً لكثير من المعانى، واختزالا لعشرات الأسئلة: لماذا المرأة دون الرجل؛ ما هي نوعية هؤلاء النسوة، ما هي صفاتهن، ما هي نوع القضايا التي نجحن فيها وتفوقن فيها على الرجال، ثم - ولعله الأهم - وإذا قدمن في سبيل، إنجاح أعمالهن المثيرة، وأيضاً ماذا أخذن؟ إن المرأة التي خلقت رقيقة، ضعيفة - فيما يبدو - تحمل سلاحا فتاكاً، تشهره متى أرادت، وكيفما شاءت فبعضهن يستخدمنه احتواء للزوج - وهو حق مشروع على أية حال - في حين أن الأخريات استخدمته في الحصول على مكاسب من مال أو سلطة وبطريقة غير مشروعة بالطبع، وهن مسئولات عن الاستخدام الخاطئ لهذا السلاح - الفتاك - العواطف - ولا يلومن إلا أنفسهم إذا ما صدّقنا. شهادة صلاح نصر على هؤلاء النسوة، فهو يقول بالحرف: "ونحن لا نرغم النساء على أي شئ مهما كانت النتائج"! إذا كان هذا هو الحكم على النساء العاديات، نقصد غير المشهورات، اللاتي لا يمتهن مهنة يتربحن منها، وليست لديهن موهبة ما يقضين الوقت في إشباعها، وبالمرة تدر عليهن ما لا ينفق منه على احتياجاتهن المختلفة، فما بال أقدامهن تنزلق إلى الهاوية، هاوية الأعمال الخطرة التي تتطلب منهن تضحيات ليست بالقليلة، ولا بالهينة."

## مقتطفات من الكتاب
السينما والثورة.. أفلام «مع».. أفلام «ضد»
من الطريف أن نجد فيلماً اجتماعياً مثل فيلم "الفتوة" وهو أحد روائع المخرج الراحل صلاح أبوسيف يتناول بين ما يتناول جانبا من فساد عهد الملكية، وليس هذا بمستغرب فالحياة الاجتماعية هي جانب من نسيج السياسة؛ ومرآة تنعكس عليها فساد أو نزاهة الحكيم، وفى الفيلم شلة المنتفعين والمتاجرين بالألقاب، بل وبفاكهة الخاصة الملكية (بطيخ مولانا)، وهو تيار وجد وانتعش في الفقرة التالية للثورة، لعله من الصدف أيضاً أن الشركة المنتجة لهذا الفيلم كان اسمها "أفلام العهد الجديد" لصاحبها فريد شوقى  وبالطبع يمكن أن نستنتج أن العهد الجديد هنا هو عهد الثورة، حيث أن الشركة تكونت عام 1953، بينما عرض "الفتوة" 29/4/1957 وجدير بالذكر أن الفيلم بطولة فريد شوقي وتحية كاريوكا، زكي رستم وضيوف الشرف هدى سلطان ومحمود المليجي."
أورد الكاتب مجموعة أفلام تشيد بثورة 23 يوليو 1952 وهي:
- فيلم «مصطفى كامل» للمخرج أحمد بدرخان، سمح بعرضه 14 نوفمبر 1952.
- فيلم «الله معنا» للمخرج أحمد بدرخان عام 1955.
- فيلم «رد قلبي» للمخرج عز الدين ذو الفقار عام 1957، ويكتب المؤلف طاهر البهي عن هذا الفيلم قائلاً: "وعندما علم الرئيس الراحل جمال عبد الناصر بتفاصيل الفيلم، وأن كمال يس سيقوم بنفس الدور الذي لعبه ناصر، حرص على الالتقاء به عدة مرات وناقش معه كثير من التفاصيل كى يخرج الدور والفيلم في شكل يوضح بعض ما كان يجري في كواليس الثورة المصرية. وفى نفس العام (1957) يقال أن الرئيس جمال عبد الناصر قد استدعى المخرج عز الدين ذو الفقار والفنان فريد شوقى، وناقش معهما ضرورة إنتاج فيلم عن مدينة بورسعيد الباسلة وتصديها للعدوان، وقد كان ذلك في أعقاب العدوان الثلاثي على مصر، وبالفعل تم إنتاج الفيلم وعرض في شهر يوليو من نفس العام، وقام ببطولته فريد شوقى، ليلى فوزى، شكرى سرحان، زهرة العلا، أمينة رزق، حسين رياض، أحمد مظهر، ورشدي أباظة، وكما هو واضح من فريق العمل أنه قد اجتمع لها الفيلم أكبر حشد من نجوم الصف الأول."
كما أورد الكاتب بعض أفلام يعتقد أنها كانت تنتقد ثورة يوليو 1952 مثل:
- فيلم «شئ من الخوف» للمخرج حسين كمال عام 1969.
- فيلم «ميرامار» للمخرج كمال الشيخ عام 1969.
وأورد بعض أفلام ظهرت بعد رحيل عبد الناصر تنتقد فترة حكمه مثل:
- فيلم «الكرنك» للمخرج علي بدرخان عام 1975.
- فيلم «البداية» للمخرج صلاح أبو سيف عام 1986.

## وصلات خارجية
https://www.goodreads.com/ar/book/show/8521461 الفنانون والمخابرات
https://books-library.net/free-433694861-download الفنانون والمخابرات